# Karl-Heinz Kahl
Karl-Heinz Kahl (* 17. Juli 1927; † 11. September 1983 in Berlin) war ein deutscher Motorbootrennfahrer und Unternehmer.
Der Hamburger fuhr von 1960 bis zu seinem Tod Motorbootrennen in der Außenbord-Rennbootklasse 350 cm³. Er erzielte im In- und Ausland etwa 80 Siege. Beim Start zum Rennen in Berlin-Gatow erlag er einem Hirnschlag.
Kahl fuhr bevorzugt Boote des DDR-Bootsbaubetriebes "Danisch" und Motoren des (West)-Berliner Herstellers "König".
Karl-Heinz Kahl wuchs in Hamburg-Farmsen auf und hatte eine Zwillingsschwester. In den 1950er Jahren übernahm er in dritter Generation den Möbelfertigungsbetrieb Otto Kahl & Söhne GmbH. Kahl war bis zu seinem Tode Inhaber und Geschäftsführer des Unternehmens.
Er war Vater zweier Kinder. Peter Kahl (1950) und Silke Kahl (1955).

## Sportliche Erfolge
- 1977 Deutscher Vizemeister 350 cm³[2]
- 1979 Deutscher Vizemeister 350 cm³
- 1980 Deutscher Meister 350 cm³[3]
- 1982 Deutscher Vizemeister 350 cm³

### Ehrenpreise
- 1977 Sieger beim Großen Preis von Europa (Traben-Trarbach)
- 1979 Sieger beim Großen Preis von Deutschland (Traben-Trarbach)
- 1980 Sieger beim Großen Preis von Deutschland (Brodenbach)